# Фрегаты типа «Рофдир»
«Рофдир» (нидерл. Roofdierklasse) — тип фрегатов ВМС Нидерландов. Строились для Нидерландов в США, на средства, выделенные в рамках программы военной взаимопомощи и предназначались для эскорта конвоев в районе Ла-Манша и Северного моря. Всего в 1952—1954 годах было построено шесть кораблей этого типа, получивших названия в честь хищных зверей. В условиях мирного времени, фрегаты класса «Рофдир» обычно использовались для охраны рыболовства, и использовались в этой роли вплоть до снятия с вооружения в 1985—1988 годах.

## Представители
| Название            | Номер | Верфь      | Закладка        | Спуск на воду  | Вступление в строй | Судьба               |
| ------------------- | ----- | ---------- | --------------- | -------------- | ------------------ | -------------------- |
| Волф Wolf           | F 817 | Avondale   | 15 ноября 1952  | 2 января 1954  | 26 марта 1954      | пущен на слом в 1985 |
| Фрет Fret           | F 818 | General SB | 18 декабря 1952 | 30 июля 1953   | 4 мая 1954         | пущен на слом в 1988 |
| Хермалейн Hermalijn | F 819 | General SB | 2 марта 1953    | 6 марта 1954   | 5 августа 1954     | пущен на слом в 1987 |
| Вос Vos             | F 820 | General SB | 3 августа 1952  | 1 мая 1954     | 2 декабря 1954     | пущен на слом в 1988 |
| Пантер Panter       | F 821 | Avondale   | 1 декабря 1952  | 30 января 1954 | 11 июня 1954       | пущен на слом в 1987 |
| Ягуар Jaguar        | F 822 | Avondale   | 10 декабря 1952 | 20 марта 1953  | 11 июня 1954       | пущен на слом в 1988 |